# Ursula Koch
Pour les articles homonymes, voir Koch.
Ursula Koch, née le 1er juillet 1941 à Zurich est une personnalité politique suisse, première femme à présider le Parti socialiste suisse (PS).

## Enfance et études
Ursula Koch est née et a grandi à Zurich. Elle est allée au gymnase dans la commune de Stäfa sur les rives du lac de Zurich, où elle obtient son diplôme de maturité. Elle travaille ensuite comme aide domestique à Lausanne dans le cadre des échanges de fille au-pair (Welschlandjahr) que les jeunes files adolescentes pratiquent à l'époque pour améliorer leur français. Elle va ensuite au collège des enseignants à Zurich, et passe l'année de 1962 dans le cadre d'un échange interuniversitaire à l'Université de l'Oregon à Eugene.[réf. nécessaire]
En 1963 elle commence à étudier les sciences naturelles à l'Université de Zurich, et obtient son diplôme de l'institut de chimie organique, où elle travaille en tant qu'assistante de recherche. Ursula Koch obtient son doctorat en 1976.

## Carrière politique

### Conseil cantonal et conseil communal de la ville de Zurich
Députée socialiste au Parlement cantonal, Ursula Koch refuse, en tant qu'élue concernée par la condition des femmes, l'orientation patriarcale du serment au Vaterland (« pays des pères » en allemand) et prête serment d'allégeance en tant que parlementaire élue sur du Mutterland (« pays des mères »). Elle est réélue jusqu'en 1986.
Au début de l'année 1986, Ursula Koch est élue municipale à la ville de Zurich. Elle agit à titre de directrice du département de génie civil (Bauamt II ou Hochbaudepartment en allemand), c'est-à-dire qu'elle est responsable de toutes les opérations de travaux de construction à Zurich jusqu'en 1998. Ursula Koch fait opposition de manière radicale[réf. nécessaire] à l'ouverture de l'ex-zone industrielle pour la construction de plusieurs bâtiments de commerciaux, étant en faveur de plus de bâtiments d'hébergement à prix modéré. Sa déclaration « La ville (de Zurich) est construite » (en allemand Die Stadt ist gebaut!) le 16 mars 1988, faite devant les membres de la SIA, l'organisation faîtière des ingénieurs et architectes Suisses, est devenue célèbre.
En 1999, aux élections du Conseil national, Ursula Koch atteint avec 122 846 voix, le deuxième meilleur résultat en Suisse. Malgré ce résultat, elle est critiquée à l'intérieur de son propre parti. Ursula Koch a été élue conseillère nationale du PS par le peuple du canton de Zurich du 6 décembre 1999 au 10 mai 2000, date à laquelle elle démissionne pour des raisons de santé.

### Présidente du parti socialiste
Le 28 juin 1997 Ursula Koch a été élue par les membres du PS Suisse pendant un congrès extraordinaire du parti, à Thoune. Elle gagne, malgré son manque d'expérience politique au niveau national, contre Andrea Hämmerle, et succède à Peter Bodenmann. De 1997 à avril 2000, Ursula Koch a été la première présidente du PS.
Après son élection à la présidence du parti, Ursula Koch subit un rejet massif, le conflit étant relayé par les médias de plus en plus, pour atteindre un pic en 1998 lorsque la secrétaire générale Barbara Häring démissionne. Des membres du la soi-disant « Bodenmann-Clan » (nommé d'après le précédent président du parti) critiquent un manque croissant de concept et l'absence de du PS dans la politique suisse. La crise aboutit après une réunion à huis clos du conseil exécutif du PS, le 19 février 2000 : la réconciliation au sein de la direction du parti ne se concrétise pas, et le 15 avril, Ursula Koch se retire de la direction du parti et du parlement pour des raisons de santé,.
En tant que présidente du PS et donc membre de la Elefantenrunde (en allemand « ronde des éléphants ») – soit les personnes présidentes des cinq plus importants partis politiques de Suisse – Ursula Koch participe à la première diffusion en direct diffusé à partir du Palais fédéral à la fin 1999,.
Depuis 2000, elle n'est plus active dans la vie politique, et elle se marie en novembre avec la personne partageant sa vie.

## Publications
- Ursula Koch-Pomeranz: I. Photochemische Cyclisierung von Allyl-anisolen und C-Allyl-anilinen ; II. Die durch Silberionen katalysierte Umlagerung von Propargyl-phenyläthern. Thèse, 195 pages, Universität Zürich, 1976[12].
- Michael Kohn, Ursula Koch: Titanic oder Arche de Noé. Gespräche zu Energie, Technik und Gesellschaft. Publié par Patrizia N. Franchini et Suzanne Kappeler. Rauhreif-Verlag, Zurich, 1987,  (ISBN 3-907764-07-2).